# Toyota Bandeirante
Toyota Bandeirante é um modelo de automóvel de tração nas quatro rodas da montadora japonesa Toyota, sendo encontrado como jipe curto ou longo, camionete e caminhão pequeno.  Em outros países também é conhecido como série 40 da linha Land Cruiser.

## História
A Toyota Bandeirante foi inicialmente montada no Brasil, inicialmente ainda sob o nome Land Cruiser FJ-251 (Série J5), a partir de 23 de janeiro de 1958.
Assim, o Land Cruiser brasileiro passou a ser a série J5, em contraste com a série J4 japonesa. Mas a série J5 que designa o Land Cruiser brasileiro não pode ser confundida com a série J5 do Land Cruiser japonês, um Station Wagon (perua longa com quatro portas que nos anos 60 foi produzida principalmente para o mercado norte-americano, onde obteve um considerável sucesso).
A fabricação do Bandeirante no Brasil foi nacionalizada a partir de maio de 1962. A produção só se encerrou em novembro de 2001. Nesse período, o mais longo que um mesmo modelo de automóvel já teve de produção no Brasil, foram montadas 103.750 unidades, que sobem para 104.621 se somados os Land Cruisers montados em CKD.
É conhecido pela sua robustez e capacidade de se deslocar em terrenos desfavoráveis aos automóveis de passeio. De 1958 a 1962, foi equipado com o motor 2F da Toyota, um 4.0 de baixa rotação a gasolina, com 6 cilindros e que desenvolvia 110 cv a 2000 rpm. Logo se viu, porém, que a gula por gasolina desse motor diminuía o alcance do veículo excessivamente, tornando-o inviável para o interior brasileiro daqueles anos. Assim, com a nacionalização da fabricação em 1962, o modelo foi renomeado Toyota Bandeirante e equipado com o motor OM-324 (algumas fontes afirmam o motor ter sido um OM-326) da Mercedes-Benz, um 3.4 a diesel com quatro cilindros que desenvolvia 78 cv a 3000 rpm e que rendeu o apelido de "Britadeira" ao veículo. Em 1973, o OM-324 foi seguido pelo OM-314, também da Mercedes-Benz. O OM-314 é um 3.8 de quatro cilindros a diesel que desenvolve 85 cv a 2.800 rpm. Esse motor ficaria até 1990, ano em que foi substituído por outro motor Mercedes-Benz, o OM-364. O OM-364 é um 4.0 a diesel, cuja potência é de 90 cv a 2800 rpm. Foi por causa dos motores OM (Öl Motor) da Mercedes-Benz que a linha Bandeirante de 1962 a 1994 seria chamada de série OJ5. O ano de 1994 marcaria o fim dos motores da Mercedes-Benz: nesse ano, o Bandeirante passou a ser equipado com o propulsor Toyota 14B, um 3.7 com quatro cilindros, sempre a diesel, que chega a 96 cv a 3.400 rpm.

## Especificações

### Modelos por ordem cronológica
- 1959:
  - FJ25 - jipe aberto sem capota - motor Toyota F (maio de 1959 a 1960/61) - novidade em 1959 (também referido como FJ251)
- 1960/1961:
  - FJ25L - jipe com capota de lona - motor Toyota F (1960/1961 a 1960/1961) - novidade em 1960/1961 (também referido como FJ251L)
  - FJ151L - jipe com capota de lona - motor Toyota 2F (1960/1961 a dezembro de 1961) - substitui o FJ25/FJ251 e o FJ25L/FJ251L (há poucas menções na literatura e nenhum exemplar conhecido; poderia-se até duvidar se foi realmente construído.
- 1962:
  - TB25L - jipe com capota de lona - motor Mercedes-Benz OM-324 (janeiro de 1962 a antes de agosto de 1968) - substitui o FJ151L (ou FJ25L/FJ251L?)
  - TB25L - jipe com capota de aço - motor Mercedes-Benz OM-324 (janeiro de 1962 a antes de agosto de 1968) - novidade em 1962
  - TB41L - perua - motor Mercedes-Benz OM-324 (setembro de 1962 a julho de 1968) - novidade em 1962
  - TB51L - caminhonete curta com caçamba nativa - motor Mercedes-Benz OM-324 (setembro de 1962 a janeiro de 1966)
- 1965:
  - TB51L3 - caminhonete longa de cabine dupla com 3 portas e caçamba nativa com tampa - rodagem dupla - motor Mercedes-Benz OM-324 (? < 1965 < ?) - novidade em 1965; possivelmente tenha sido construído apenas um único exemplar
- 1966? (entre 1962 e 1968):
  - OJ32L - jipe com capota de lona - motor Mercedes-Benz OM-324 (antes de agosto de 1968 - 1966? - a agosto de 1968) - substitui o TB25L com capota de lona
  - OJ31L - jipe com capota de aço - motor Mercedes-Benz OM-324 (antes de agosto de 1968 - 1966? - a agosto de 1968) - substitui o TB25L com capota de aço
  - TB81L - caminhonete curta com caçamba nativa - motor Mercedes-Benz OM-324 (fevereiro de 1966 a agosto de 1968) - substitui o TB51L
- 1968:
  - OJ40L - jipe com capota de lona - motor Mercedes-Benz OM-324 (setembro de 1968 a janeiro/fevereiro de 1973) - substitui o OJ32L
  - OJ40LV - jipe com capota de aço - motor Mercedes-Benz OM-324 (outubro de 1968 a janeiro/fevereiro de 1973) - substitui o OJ31L
  - OJ40LV-B - perua - motor Mercedes-Benz OM-324 (outubro de 1968 a janeiro/fevereiro de 1973) - substitui o TB41L
  - OJ45LP-B - caminhonete curta com caçamba nativa - motor Mercedes-Benz OM-324 (setembro de 1968 a janeiro/fevereiro de 1973) - substitui o TB81L
- 1973:
  - OJ50L - jipe com capota de lona - motor Mercedes-Benz OM-314 (fevereiro de 1973 a novembro de 1989) - substitui o OJ40L
  - OJ50LV - jipe com capota de aço - motor Mercedes-Benz OM-314 (fevereiro de 1973 a novembro de 1989) - substitui o OJ40LV
  - OJ50LV-B - perua - motor Mercedes-Benz OM-314 (fevereiro de 1973 a novembro de 1989) - substitui o OJ40LV-B
  - OJ55LP-B - caminhonete curta com caçamba nativa - motor Mercedes-Benz OM-314 (fevereiro de 1973 a novembro de 1989) - substitui o OJ45LP-B
- entre 1973 e 1989:
  - OJ55LP-B3 - caminhonete curta chassi - motor Mercedes-Benz OM-314 (19?? a novembro de 1989) - novidade em 19??
  - OJ55LP-BL - caminhonete longa com caçamba nativa - motor Mercedes-Benz OM-314 (19?? a novembro de 1989) - novidade em 19??
  - OJ55LP-BL3 - caminhonete longa chassi - motor Mercedes-Benz OM-314 (19?? a novembro de 1989) - novidade em 19??
  - OJ55LP-2BL - caminhonete de cabine dupla com duas portas e caçamba nativa - motor Mercedes-Benz OM-314 (19?? a novembro de 1989) - novidade em 19??
- 1989:
  - OJ50L - jipe com capota de lona - motor Mercedes-Benz OM-364 (novembro de 1989 a abril 1994) - substitui o OJ50L com motor Mercedes-Benz OM-314
  - OJ50LV - jipe com capota de aço - motor Mercedes-Benz OM-364 (novembro de 1989 a abril 1994) - substitui o OJ50LV com motor Mercedes-Benz OM-314
  - OJ50LV-B - perua - motor Mercedes-Benz OM-364 (a novembro de 1989 a abril 1994) - substitui o OJ50LV-B com motor Mercedes-Benz OM-314
  - OJ55LP-B - caminhonete curta com caçamba nativa - motor Mercedes-Benz OM-364 (novembro de 1989 a abril 1994) - substitui o OJ55LP-B com motor Mercedes-Benz OM-314
  - OJ55LP-B3 - caminhonete curta chassi - motor Mercedes-Benz OM-364 (novembro de 1989 a abril 1994) - substitui o OJ55LP-B3 com motor Mercedes-Benz OM-314
  - OJ55LP-BL - caminhonete longa com caçamba nativa - motor Mercedes-Benz OM-364 (novembro de 1989 a abril 1994) - substitui o OJ55LP-BL com motor Mercedes-Benz OM-314
  - OJ55LP-BL3 - caminhonete longa chassi - motor Mercedes-Benz OM-364 (novembro de 1989 a abril 1994) - substitui o OJ55LP-BL3 com motor Mercedes-Benz OM-314
  - OJ55LP-2BL - caminhonete de cabine dupla com duas portas e caçamba nativa - motor Mercedes-Benz OM-364 (novembro de 1989 a abril 1994) - substitui o OJ55LP-2BL com motor Mercedes-Benz OM-314
- 1994:
  - BJ50L - jipe com capota de lona - motor Toyota 14B - abril de 1994 a novembro de 2001 - substitui o OJ50L
  - BJ50LV - jipe com capota de aço - motor Toyota 14B - abril de 1994 a novembro de 2001 - substitui o OJ50LV
  - BJ50LV-B - perua - motor Toyota 14B - abril de 1994 a novembro de 2001 - substitui o OJ50LV-B
  - BJ55LP-B - caminhonete curta com caçamba nativa - motor Toyota 14B - abril de 1994 a novembro de 2001 - substitui o OJ55LP-B
  - BJ55LP-B3 - caminhonete curta chassi - motor Toyota 14B - abril de 1994 a novembro de 2001 - substitui o OJ55LP-B3
  - BJ55LP-BL - caminhonete longa com caçamba nativa - motor Toyota 14B - abril de 1994 a novembro de 2001 - substitui o OJ55LP-BL
  - BJ55LP-BL3 - caminhonete longa chassi - motor Toyota 14B - abril de 1994 a novembro de 2001 - substitui o OJ55LP-BL3
  - BJ55LP-2BL - caminhonete de cabine dupla com duas portas e caçamba nativa - motor Toyota 14B - abril de 1994 a novembro de 2001 - substitui o OJ55LP-2BL
- 1999:
  - BJ55LP-2BL4 - caminhonete de cabine dupla com quatro portas e caçamba nativa - motor Toyota 14B - 1999 a novembro de 2001 - novidade em 1999

De modo geral, o Bandeirante sofreu poucas mudanças ao longo de sua fabricação. Muito ultrapassado em termos de design quando da época do Plano Real, a onda de importações abalou suas vendas em especial por causa do Land Rover Defender.[carece de fontes?]
Como o veículo não atenderia às normas brasileiras de emissão de poluentes que entrariam em vigor a partir de 2002, sua montagem foi encerrada pela Toyota do Brasil. A cerimônia de encerramento da produção do Bandeirante ocorreu na montadora instalada em São Bernardo do Campo no dia 28 de Novembro de 2001 e contou com a participação de cerca de 500 funcionários da empresa.

### Motorizações

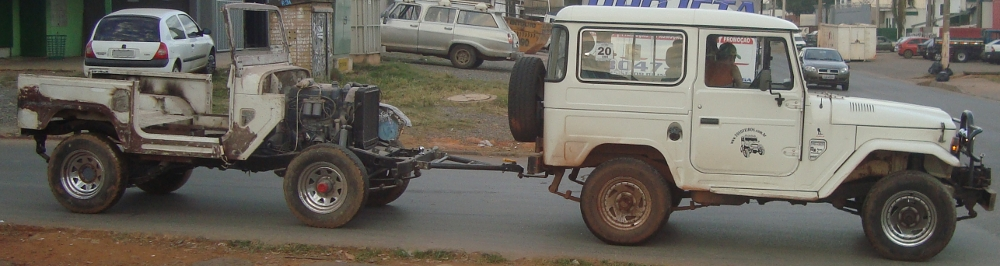
Bandeirante 1985 modelo capota de lona, em reforma, sendo rebocado por Bandeirante 1988 modelo curto capota de aço, em Taguatinga, Distrito Federal.

| Período     | Fabricante    | Tipo   | Potência (DIN)   | Potência (SAE)  | Torque (DIN)        | Torque (SAE)      |
| ----------- | ------------- | ------ | ---------------- | --------------- | ------------------- | ----------------- |
| 1959 a 1961 | Toyota        | F      | 125cv a 3.600rpm |                 |                     |                   |
| 1961        | Toyota        | 2F     |                  |                 | a 2.000rpm          |                   |
| 1962 a 1973 | Mercedes Benz | OM-324 | 78cv a 3.000rpm  |                 | 19,6mkgf            |                   |
| 1973 a 1989 | Mercedes Benz | OM-314 | 85cv a 2.800rpm  | 94HP a 2.800rpm | 24mkgf a 1.800rpm   | 26mkgf a 1.800rpm |
| 1989 a 1994 | Mercedes Benz | OM-364 | 90cv a 2.800rpm  | -               | 27mkgf a 1.400rpm   | -                 |
| 1994 a 2001 | Toyota        | 14B    | 96cv a 3.400rpm  | -               | 24,4mkgf a 2.200rpm | -                 |

### Dimensões e pesos
| Modelo     | Denominação                                   | Comprimento total | Distância entre eixos | Bitola dianteira | Bitola traseira | Largura total | Altura máxima | Altura mínima do solo | Peso     | Peso     |
| ---------- | --------------------------------------------- | ----------------- | --------------------- | ---------------- | --------------- | ------------- | ------------- | --------------------- | -------- | -------- |
| OJ50L      | Utilitário com capota de lona                 | 3.835mm           | 2.285mm               | 1.415mm          | 1.400mm         | 1.6665mm      | 1.950mm       | 210mm                 | 1.580 kg | 1.990 kg |
| OJ50LV     | Utilitário com capota de aço                  | 3.835mm           | 2.285mm               | 1.415mm          | 1.400mm         | 1.665mm       | 1.920mm       | 210mm                 | 1.710 kg | 2.130 kg |
| OJ50LV-B   | Camioneta de uso misto - Perua                | 4.305mm           | 2.755mm               | 1.415mm          | 1.400mm         | 1.665mm       | 1.965mm       | 210mm                 | 1.760 kg | 2.400 kg |
| OJ55LP-B   | Camioneta de carga - Pick-up curto            | 4.900mm           | 2.955mm               | 1.415mm          | 1.400mm         | 1.715mm       | 1.935mm       | 210mm                 | 1.830 kg | 2.830 kg |
| OJ55LP-BL  | Camioneta de carga - Pick-up longo            | 5.300mm           | 3.355mm               | 1.415mm          | 1.400mm         | 1.715mm       | 1.935mm       | 235mm                 | 1.940 kg | 2.940 kg |
| OJ55LP-2BL | Camioneta de carga - Pick-up com cabine dupla | 5.300mm           | 3.355mm               | 1.415mm          | 1.400mm         | 1.715mm       | 1.975mm       | 235mm                 | 1.975 kg | 2.975 kg |

### Suspensão
| Medidas          | Dianteiros (todos os modelos) | Traseiros    | Traseiros     | Traseiros     | Traseiros     |
| Medidas          | Dianteiros (todos os modelos) | OJ50L/OJ50LV | OJ50LV-B      | OJ55LP-B/3/L  | OJ55LP-2BL    |
| Comprimento      | 1.100mm                       | 1.324mm      | 1.324mm       | 1.314mm       | 1.314mm       |
| Largura          | 70mm                          | 70mm         | 70mm          | 70mm          | 70mm          |
| Espessura        | 8mm                           | 1ª-2ª = 8mm  | 1ª à 3ª = 8mm | 1ª à 6ª = 8mm | 1ª à 4ª = 8mm |
| Espessura        | 8mm                           | 3ª = 11mm    | 4ª = 11mm     | 7ª-8ª = 13mm  | 5ª-6ª = 13mm  |
| Número de folhas | 4                             | 3            | 4             | 8             | 6             |

## Publicidade no Brasil
Da década de 1960 até ao encerramento da fabricação do modelo Bandeirante no Brasil, a Toyota fez investimentos modestos na publicidade do modelo, geralmente enfatizando sua robustez e durabilidade e capacidade de gerar lucros quando utilizado como veículo de trabalho.